# David Banner
David Banner, nato Lavell William Crump (Jackson, 11 aprile 1973), è un rapper, produttore discografico ed occasionalmente attore statunitense.
Ha iniziato la propria carriera musicale come membro del duo Crooked Lettaz, prima di intraprendere la strada solista dal 2000 con Them Firewater Boyz, Vol. 1 e firmando con la Universal Records nel 2003. Con la Universal, Banner ha pubblicato quattro album: Mississippi: The Album (2003), MTA2: Baptized in Dirty Water (2004), Certified (2005) e The Greatest Story Ever Told (2008). Il suo nome d'arte deriva da quello del protagonista della serie televisiva L'incredibile Hulk.

## Biografia
Durante l'adolescenza, Banner invia alcuni suoi demo, registrati insieme a degli amici, alla stazione radio di Jackson WJMI, che loda il loro lavoro. After forming the duo Crooked Lettaz in 1999 with rapper Kamikaze, Il suo album di debutto Them Firewater Boyz, Vol. 1 viene pubblicato nel 2000, dall'etichetta indipendente Big Face Records. L'album vende circa 7 000 copie, ma è soprattutto il singolo Like a Pimp, che porta intorno a Banner l'attenzione degli "addetti ai lavori", e gli fa ottenere un contratto con la SRC Records, sussidiaria della Universal Records.
Nel 2003 esce nei negozi Mississippi: The Album, il suo primo album con una major discografica, che include Like a Pimp a cui collabora Lil Flip, che raggiunge la posizione numero 48 della Billboard Hot 100, la numero 15 della Hot R&B/Hip-Hop Songs e la numero 10 della Hot Rap Tracks. Nello stesso anno viene pubblicato anche un altro album di Banner MTA2: Baptized in Dirty Water, che inoltre produce il singolo Rubberband Man di T.I., che ottiene un buon successo.
Nel 2005, viene pubblicato un altro album, Certified. Il primo singolo da esso estratto è Ain't Got Nothing, featuring Magic & Lil Boosie, a cui segue Play che raggiunge la posizione numero 7 della Hot 100 chart, la numero 5 della R&B chart e la numero 3 della rap chart. Il 15 luglio 2008, Banner pubblica il suo quinto album, The Greatest Story Ever Told. Il primo singolo estratto è 9mm, featuring Akon, Lil Wayne e Snoop Dogg.
Nel 2010 Banner ha lavorato con il produttore hip hop 9th Wonder nella realizzazione di un album in collaborazione intitolato Death Of A Pop Star.
David Banner ha anche creato la colonna sonora dei videogiochi Saints Row e Marvel vs Capcom 3: Fate of Two Worlds, e degli spot televisivi del Gatorade. Come attore, Banner ha partecipato ai film This Christmas (2007), Stomp the Yard 2: Homecoming (2010) e The Experiment (2010).
Nel novembre 2006, Banner è stato insignito di un Visionary Award dal National Black Caucus of the State Legislature come riconoscimento del suo lavoro successivo all'Uragano Katrina.

## Discografia

### Album in studio
- 2000 - Them Firewater Boyz, Vol. 1 (Big Face Entertainment)
- 2003 - Mississippi: The Album (SRC, Universal)
- 2003 - MTA2: Baptized in Dirty Water (SRC, Universal)
- 2005 - Certified (SRC, Universal)
- 2008 - The Greatest Story Ever Told (SRC, Universal Motown)
- 2010 - Death of a Pop Star (con 9th Wonder) (Big Face Entertainment, eOne)
- 2017 - #TheGodBox (A Banner Vision)

### Singoli
- 1998 - Caught Up in the Game
- 1999 - Firewater (feat. Noreaga)
- 2003 - Like a Pimp (feat. Lil' Flip)
- 2003 - Cadillac on 22's
- 2004 - Crank It Up (feat. Static Major)
- 2005 - Ain't Got Nothing (feat. Magic e Boosie Badazz)
- 2005 - Play
- 2005 - Touching (feat. Jazze Pha)
- 2007 - 9mm (feat. Akon, Lil Wayne e Snoop Dogg)
- 2008 - Get like Me (feat. Chris Brown)
- 2008 - Shawty Say (feat. Lil Wayne)
- 2010 - Slow Down (con 9th Wonder, feat. Heather Victoria)
- 2010 - Be with You (con 9th Wonder, feat. Ludacris e Marsha Ambrosius)
- 2011 - Swag
- 2011 - Yao Ming (feat. 2 Chainz e ASAP Rocky)
- 2012 - Amazing (feat. Chris Brown)
- 2015 - My Uzi (feat. Big K.R.I.T.)
- 2015 - Marry Me (feat. Rudy Currence)

## Filmografia parziale

### Cinema
- Black Snake Moan, regia di Craig Brewer (2007)
- The Experiment, regia di Paul Scheuring (2010)
- The Butler - Un maggiordomo alla Casa Bianca (The Butler), regia di Lee Daniels (2013)

### Televisione
- Detective Monk - serie TV, episodio 6x02 (2007)
- Empire - serie TV, 8 episodi (2019-2020)

## Doppiatori italiani
Nelle versioni in italiano delle opere in cui ha recitato, David Banner è stato doppiato da:
- Carlo Scipioni in Detective Monk
- Mario Bombardieri in Black Snake Moan
- Alberto Angrisano in The Butler - Un maggiordomo alla Casa Bianca